# Коралес де Белен (Тореон)
Коралес де Белен (шп. Corrales de Belén) насеље је у Мексику у савезној држави Коавила у општини Тореон. Насеље се налази на надморској висини од 1130 м.

## Становништво
Према подацима из 2005. године у насељу је живело 6 становника.

### Хронологија
| Година       | 2000 | 2005 |
| ------------ | ---- | ---- |
| Становништво | 10   | 6    |

### Попис
| # | Индикатор                        | Вредност |
| - | -------------------------------- | -------- |
| 1 | Укупно појединачних домаћинстава | 1        |